# Mecardonia pubescens
Mecardonia pubescens är en grobladsväxtart som beskrevs av R.A. Rossow. Mecardonia pubescens ingår i släktet Mecardonia och familjen grobladsväxter. Inga underarter finns listade i Catalogue of Life.